# إمدين (ميزوري)
إمدين (بالإنجليزية: Emden)‏ هي إحدى المجتمعات الفردية (غير مصنفة) في ولاية ميزوري في الولايات المتحدة الأمريكية.